# Пам'ятник «Свіча пам'яті» (Ужгород)
Пам'ятник «Свіча пам'яті» — монумент жертвам Голодомору 1932—1933 років в місті Ужгороді Закарпатської області.

## Загальні дані
Монумент жертвам Голодомору відкрито 24 листопада 2018 року в День 85-ї річниці пам'яті жертв Голодомору в місті Ужгороді неподалік Народної площі біля будівлі медичного факультету Ужгородського національного університету
.
Автором композиції «Свіча пам'яті» є київський скульптор Ігор Гречаник. Він став переможцем всеукраїнського конкурсу, оголошеного 2016 року департаментом культури Закарпатської ОДА. Після відкриття пам'ятника автор прокоментував, що ця композиція є найголовнішою працею його життя.
Одним із ініціаторів встановлення пам'ятника був очільник ужгородської обласної організації партії «Свобода» Томаш Лелекач.
Монумент освятили представники різних релігійних конфесій.

## Опис
Висота монументу заввишки 5,5 метрів зображує жінку, яка простягає до неба складені у молитві руки. Монумент виконано із бронзи, він підсвічується зсередини. Позаду пам'ятника на час його відкриття була висіяна ділянка озимої пшениці.